# Прох Леонід Зусійович
Прох Леонід Зусійович (1921, Житомир — 1983, Київ) — український інженер-синоптик і метеоролог-дослідник, кандидат географічних наук, педагог, відомий популяризатор метеорологічних знань. Начальник авіаметеостанції, керівник відділу служби прогнозів погоди, заступник директора Далекосхідного управління гідрометеослужби, директор Гідрометеотехнікуму у Владивостоці, старший науковий співробітник Українського науково-дослідного гідрометеорологічного інституту (УкрНДГМІ) в Києві.
Зробив значний внесок до вивчення механізму небезпечних явищ природи та погоди в Україні (штормові вітри, шквали, смерчі, вітровали та тумани). Отримав значні результати досліджуючи мезострумені та посилення мезоструменевих лісоповальних вітрів у Карпатах. У його роботах представлені оригінальні дані про механізм виникнення туманів та особливостей їхньої вертикальної та радіаційної структури, що були отримані за допомогою власноруч сконструйованих термоелектропсихрометра та двостороннього піргеометра.

## Життєпис

Метеорологічний загін експедиції Проха, Хуст, Закарпаття, 1981 рік

1927 року Леонід пішов до середньої школи Nº55 міста Києва. 1936 року був обраний головою піонерської ради Київського міського палацу піонерів та головою ради планерної школи. Багато літав на планерах, але згодом планерна секція була закрита після того як інструктор та його учень розбилися. Заробляв малюванням плакатів реклами для маленьких магазинів; робив деякі карикатури, деякі були опубліковані у місцевих газетах. 1938 року Леонід закінчив шкільне навчення на відмінно з правом вступу до університету без вступних іспитів й подав документи до на електротехнічного факультету українського державного університету «Київський політехнічний інститут». У КПІ він був активним членом редакційної групи з випуску стінної газети факультету.
З початком німецько-радянської війни 1941 року було мобілізовано до армії та направлено на навчання за фахом військового інженера-метеоролога до Вищого гідрометеорологічного інституту Червоної Армії, що був тимчасово евакуйований до Середньої Азії. Після закінчення навчання 1944 року було направлено до Київського бюро погоди працювати військовим метеорологом, а невдовзі до Львівського аеропорту. Призначено начальником авіаметеостанції у Львові. На цей час припадає початок його досліджень фізики атмосферних процесів що викликали грози та тумани у Карпатах. 1945 року демобілізовано та направлено працювати до Владивостокського бюро погоди на Далекий Схід.
Саме там він розпочав дослідження тайфунів червня 1943 та серпня 1946 років. Як укладача довгострокових прогнозів погоди його було призначено керівником відділу служби прогнозів. Впродовж сезону 1948—1949 років брав участь у метеорологічній експедиції на криголамі «Северный Полюс», займався дослідженням морської криги Охотського моря, її вітрові стиснення.
1949 року був призначений директором Владивостоцького Гідрометеорологічного технікуму. Викладає метеорологічні дисципліни у Владивостоцькому державному університеті. Упродовж 1949—1954 років виходять його перші наукові праці: «Вітрові стиснення криги біля півострова Коні» та «Охотське море. Північ». 1953 року мусив залишити технікум і повернутися до Києва й працювати на метеостанції.
На метеостанції у Києві він розпочинає спостереження та дослідження сонячної напруги і сонячного вітру. За був запрошений на роботу до УкрНДГМІ тогочасним директором Геннадієм Прихотько. У цей час Леонід Зусійович публікує праці про сонячне тепло та Міжнародний геофізичний рік (1957). 11 років був відповідним редактором стінної газети УкрНДГМІ «За передову науку». З 1958 року досліджує мікрофізику туманів, розробляє дистанційні метеорологічні прилади для підйому в небо на метеорологічних кулях-зондах, проводить аерологічні експедиції у степах України, піднімається у небо на аеростаті та на дослідницьких літаках. З 1959 року працює над дисертацією про тумани України, яку захищає 1965 року (МГФ Nº 000658) і отримує науковий ступінь кандидата географічних наук. Укладає монографію про історію гідрометеослужби України за 50 років.
Від 1965 року вивчає умови лісовалів у Карпатах, прогнозування мезоструменів, що особливо важко прогнозувати, проводить аерологічні експедиції. Вивчає механізм виникнення бур на Київщині. Бере участь у підготовці монографій присвячених клімату Києва, Дніпропетровська, Полтави.
Від 1978 року досліджує південні штормові циклони та смерчі Україні, проводить аерологічні експедиції в Українських Карпатах, та починає вивчати вплив погоди на стан здоров'я людини (метеотропія). Почав дослідження умов виходу на Україну штормових циклонів з південного заходу, організував групу молодих науковців для цих спостережень. До 100-ліття служби погоди в Україні підготував радіо передачу на радіо РАТАУ. Прох брав активну участь у роботі товариства «Знання» як голова первинної організації, лектор-публіцист.
Останньою працею став фундаментальний «Словарь ветров», що здобув широку популярність серед широких кіл. Тому Леонід Зусійович одразу розпочав підготовку розширеного другого видання. Але планам не судилося здійснитись, 1983 року він пішов з життя.

## Праці
Жодне небезпечне явище природи в Україні не проходило повз нього. Йому належала ідея організувати оперативний збір матеріалів про небезпечні явища природи в Україні. Під його керівництвом та при безпосередній участі в Українському бюро погоди зроблено описи ураганних вітрів, снігових буранів, шквалів та смерчів. Прох зробив велику працю з науково-методичного керівництва регіональними синоптичними дослідженнями на мережі авіаційних метеорологічних станцій та гідрометеорологічних обсерваторій України. Оперативні працівники були вдячні йому за методичні рекомендації, листи, та нотатки «У допомогу синоптику», які він розробив завдяки своїй науковій ерудиції та доброго знання практичних потреб оперативних метеорологічних служб.
Природний педагог, талановитий пропагандист, популяризатор метеорологічних знань Леонід Зусійовіч протягом 40 років своєї наукової праці самостійно ставив та успішно вирішував актуальні для народного господарства питання. Автор 172 наукових праць, численних оглядів небезпечних явищ погоди, понад 20 наукових книжок та брошур, у тому числі унікальної енциклопедії вітрів. Також автор понад 190 науково-популярних статей для журналів і газет різноманітної аудиторії. Брав активну участь у підготовці матеріалів для монографії про створення та 50 років діяльності Української гідрометеорологічної служби.
1. Прох Л. З. Погода та клімат. — К. : Радянська школа, 1957.
2. Прох Л. З. Погода та її передбачення. — К. : Вид-во АН УРСР, 1957.
3. (рос.) Прох Л. З. К характеристике туманов Украины. — К. : УкрНДГМІ, 1960.
4. (рос.) Прох Л. З. Сердитые и добрые ветры. — Л. : Гидрометеоиздат, 1961. — 76 с.
5. (рос.) Прох Л. З. Небеса без чудес. — К. : Радянська школа, 1963. — перевидана 1972 року в Ташкенті узбецькою мовою.
6. Прох Л. З. Пори року на Київщині. — К. : Облвидав, 1963. — 76 с.
7. Прох Л. З. Володарі небес. — К. : Веселка, 1966.
8. Прох Л. З. Чи від бога погода?. — К. : Радянська школа, 1967. — 62 с.
9. (рос.) Прох Л. З. Краткая характеристика погоды Киева. — К., 1969.
10. (рос.) Матушевский Б. Ф., Прох Л. З. Гидрометеорологическая служба Украины за 50 лет Советской власти. — Л. : Гидрометеоиздат, 1970.
11. Прох Л. З. Клімат Києва. — К. : Урожай, 1973. — 62 с.
12. Прох Л. З. Вітер. Кліматологічний довідник вітрів. — К. : УГМС УРСР, 1975.
13. Прох Л. З. Таємниці повітряного океану. — К. : Радянська школа, 1976. — 76 с.
14. (рос.) Будилина Е. Н., Прох Л. З., Снитковский А. И. Смерчи и шквалы умеренных широт. — Л. : Гидрометеоиздат, 1976. — 32 с.
15. (рос.) Прох Л. З. Ветровалы леса и штормовые ветры в Украинских Карпатах. — Обнинск : ВНИИГМИ-МЦД, 1976. — 80 с.
16. (рос.) Прох Л. З. Исследование ураганов, бурь, смерчей и шквалов Украины. — К., 1979.
17. (рос.) Климат Киева. Климат города. — Л. : Гидрометеоиздат, 1980. — 288 с.
18. (рос.) Прох Л. З. Смерчи и шквалы. — М. : Знание, 1981. — 48 с.
19. (рос.) Прох Л. З. Словарь ветров. — Л. : Гидрометеоиздат, 1983. — 312 с.
20. (рос.) Колчинский И. Г., Орлов М. Я., Прох Л. З., Пугач А. Ф. Что можно увидеть на небе. Справочник. — К. : Наукова думка, 1982. — 190 с.
21. (рос.) Прох Л. З. Рассказы о ветрах. — К. : Радянська школа, 1983. — 190 с.

- (рос.) Прох Л. З. Некоторе результаты измерения размеров капель в туманах // Праці УкрНДГМІ. — К., 1964. — Вип. 42.
- (рос.) Прох Л. З. К радиационной характеристике сезона туманов в Киеве // Праці УкрНДГМІ. — К., 1966. — Вип. 55. — С. 54-63.
- (рос.) Прох Л. З. К характеристике туманов Украины // Праці УкрНДГМІ. — К., 1966. — Вип. 55.
- (рос.) Прох Л. З. Вековые колебания температуры и осадков в Киеве // Праці УкрНДГМІ. — К., 1975. — Вип. 138. — № 95-110.
- (рос.) Прох Л. З. Характеристика штормовых и ураганных ветров на западе Украины // Праці УкрНДГМІ. — К., 1976. — Вип. 154. — С. 74-88.
- (рос.) Прох Л. З. Чувствую погоду. — К., 1979. — 10 с. — брошура для павільйону «Гідрометеорологічна служба Української РСР» на ВДНГ УРСР.

## Нагороди і відзнаки
- Значок «Відмінник гідрометслужби» від Головного управління Гідрометеорологічної служби СРСР.
- 1977 — Диплом за книгу «Таємниці повітряного океану» від Всесоюзного товариства «Знание», Nº 1361.
- 1979 — Диплом III ступеню від Головного комітету ВДНГ УРСР за успіхи у розвитку гідрометеорології та контролю природного середовища, Nº 34.
- 1981 — Почесна грамота Держкомітету СРСР з гідрометеорології «За багаторічну бездоганну працю» у зв'язку з 60-річчям радянської гідрометслужби Nº 1065.
- 1983 — Диплом редакції журналу «Україна» за цикл матеріалів під рубрикою «Пори року».